# Junkers Ju 252
El Junkers Ju 252 fue un gran monoplano trimotor de transporte que realizó su primer vuelo en 1941. El avión fue planeado como reemplazo del Junkers Ju 52/3m en servicio en aerolíneas comerciales, sin embargo, solo un pequeño número fue construido como avión de carga y solo prestaron servicio con la Luftwaffe durante la Segunda Guerra Mundial, operando principalmente en el frente del Este.

## Diseño y desarrollo
El diseño Ju 252 surgió a raíz de conversaciones entre la firma Junkers Flugzeug und Motorenwerke AG y la aerolínea Deutsche Luft Hansa AG en diciembre de 1938. Luft Hansa solicitó un nuevo diseño que reemplazaría al Junkers Ju 52/3m, y que ofreciera volumen de carga, asientos, alcance y rendimiento mucho mayores. Junkers respondió con el diseño EF.77; un avión trimotor con una capacidad para 21 plazas, propulsado por motores BMW 132 con un ala de perfil grueso de 24,2 m de envergadura, un fuselaje redondo de 21 m de largo con una superficie metálica lisa en lugar de la tecnología corrugada del Ju 52 y  tren de aterrizaje retráctil. Sin embargo, a Luft Hansa y a otros potenciales compradores no les gustó el proyecto. Por lo tanto, el Departamento Técnico del RLM rechazó este diseño debido a las ventajas relativamente pequeñas frente a los Ju 52/3m.
En julio de 1939, la oficina de diseño de Junkers en Dessau revisó por completo el EF77 y presentó un nuevo proyecto que obtuvo la aprobación tanto de Luft Hansa como del Ministerio de Aviación. Las únicas similitudes entre el nuevo avión y el proyecto EF-77 fueron sus tres motores y su capacidad de pasajeros.
El RLM asignó al nuevo proyecto con un fuselaje presurizado con capacidad para 35 personas, convirtiéndolo en uno de los aviones de pasajeros más grandes del mundo en ese momento, recibiendo la designación Ju 252. 
Se planeó instalar varios tipos de motores; los Junkers Jumo 211F de 986 kW (1359 hp), Jumo 205 y BMW 801.
Sin embargo, en septiembre de 1939, el Ministerio del Aire del Reich (RLM) detuvo el desarrollo. Tras la ocupación de Francia, Escandinavia y los Balcanes, en 1941 se reinició el desarrollo del Ju 252. Mientras que el EF77 y el desarrollo inicial del Ju 252 de 1939 eran un diseño civil exclusivo, ahora el Ju 252 tenía que cubrir aspectos militares y civiles. Luft Hansa y Luftwaffe pidieron mayor capacidad. Por lo tanto, el Ju 252 volvió a cambiarse por completo. Gran parte del trabajo de desarrollo se realizó por la firma Letov en Praga. Además, las oficinas de Fokker participaron en algunas piezas de desarrollo del Ju 252. El diseño de 1940 satisfizo tanto a Luft Hansa como a la Luftwaffe y en junio de 1940 se realizó un pedido de tres prototipos iniciales.
Estaba propulsado por tres motores lineales Junkers Jumo 211 F, en góndolas casi idénticas en apariencia, cada una completa con un radiador anular a los de las versiones del Junkers Ju 88 propulsadas por el Jumo 211, reemplazando al radial BMW 132 del Ju 52, lo que mejoró drásticamente las prestaciones. En comparación con el Ju 52, el Ju 252 pesaba el doble (13100 frente a 5600 kg), era más de 100 km/h más rápido (440 km/h frente a 305) y tenía un alcance notablemente mejorado (3980 km frente a 1300). cuando está completamente cargado. El diseño estuvo a cargo del ingeniero Konrad Eicholtz.
Al igual que los diseños anteriores con arrastre de cola, el Ju 252 normalmente sería difícil de cargar cuando estaba estacionado debido al piso inclinado. Junkers ya había sido pionero (con los prototipos V5 y V6 del anterior Junkers Ju 90 en 1939) de una solución única a este problema, el Trapoklappe, una rampa ventral de carga trasera accionada hidráulicamente que, poseía mecanismos operativos lo suficientemente potentes como para levantar el avión de su posición rueda de cola, nivelando el piso y permitiendo introducir cargas de gran tamaño directamente hacia adelante en el fuselaje. Aunque todos los aviones de carga desde la II Guerra Mundial han utilizado diseños de tren de aterrizaje tipo triciclo, el concepto Trapoklappe de una rampa de carga trasera que forma el panel ventral trasero que se abre del fuselaje de un avión de carga, es una característica omnipresente en la mayoría de los aviones de carga de transporte aéreo militar hasta el día de hoy.

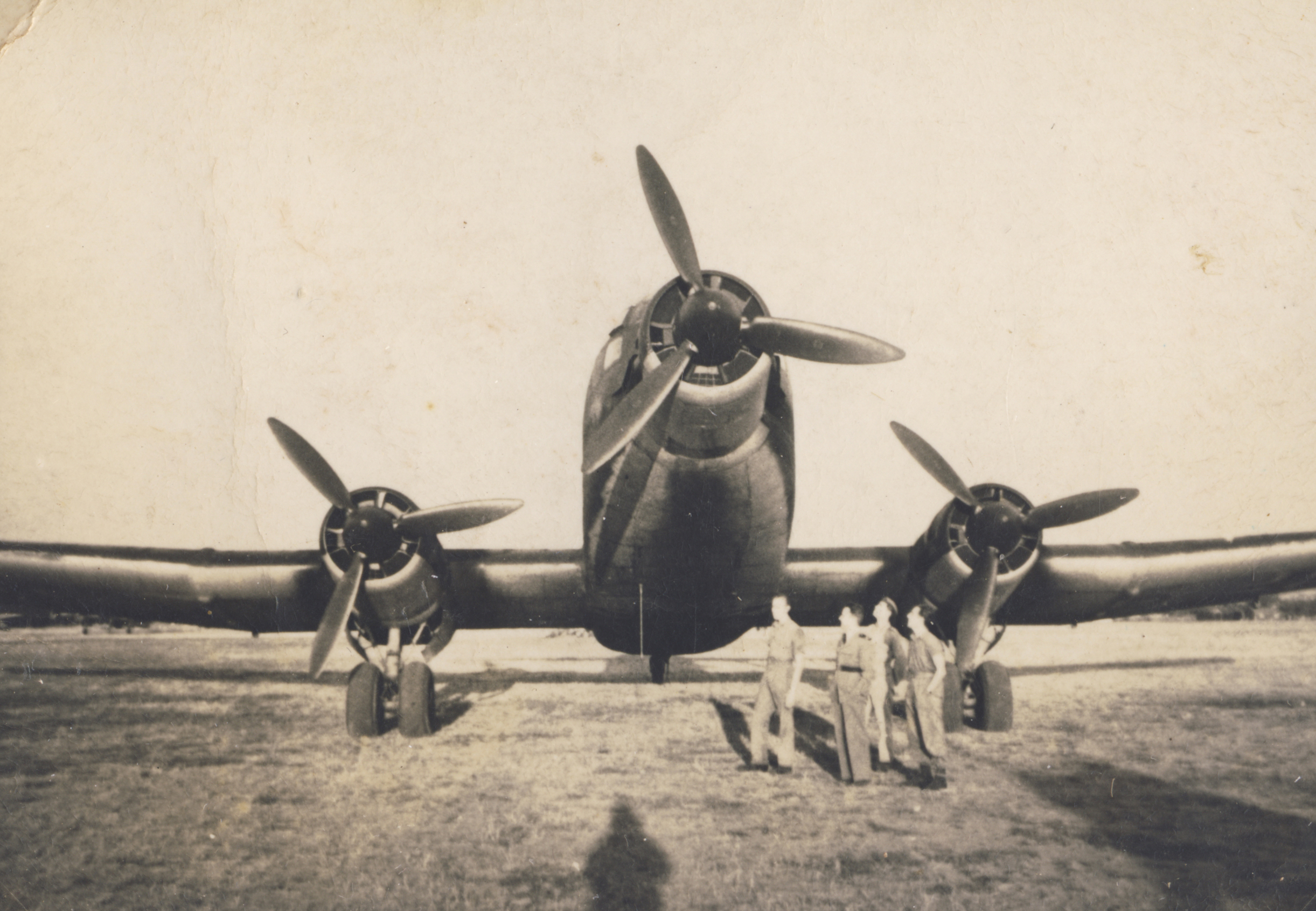

Dado que la prioridad para el avión de transporte Ju 252 era muy baja, el primer prototipo realizó su primer vuelo el 5 de junio de 1942 y, una vez finalizadas las pruebas de vuelo y algunas misiones de prueba militares, el RLM realizó un pedido de 25 transportes militares que, posteriormente, redujo a doce aviones, que finalmente se entregaron entre 1942 y 1943. También se diseñó un Ju 252W como versión de hidroavión, pero sólo se construyó un modelo a escala para pruebas en el túnel de viento antes de que se detuviera la producción por completo.
Aunque el Ju 252 supuso una gran mejora con respecto al Junkers Ju 52/3m, la situación en aquel momento no permitía ninguna interrupción de las líneas de producción existentes, y el Reichsluftfahrtministerium (RLM) consideró que cualquier sustituto del Ju 52/3m debía necesitar un mínimo de suministros de materiales estratégicos y utilizar motores que no fueran necesarios para los aviones de combate. Por ello, Junkers recibió  instrucciones de investigar la posibilidad de rediseñar el Ju 252 para poder incluir una parte considerable de madera en su estructura, sustituyendo a la vez el motor Junkers Jumo 211 F por el motor radial de nueve cilindros BMW Bramo 323R-2 del que existían excedentes. El resultado fue el Junkers Ju 352 . La producción del Ju 252 se restringió a los cuatro prototipos ya construidos, más once ejemplares cuyos ensamblajes principales estaban semiacabados, por lo que sólo se completaron quince transportes de este tipo antes de que la producción se trasladara al Ju 352.

## Especificaciones técnicas
Referencia datos: Green, William. The warplanes of the Third Reich pág. 493

### Características generales
- Tripulación: 3-4
- Longitud: 25,11 m
- Envergadura: 34,1 m
- Altura: 5,75 m
- Superficie alar: 122,6 m²
- Peso vacío: 13127 kg
- Peso útil: 22257 kg
- Peso máximo al despegue: 24050 kg
- Planta motriz: 3× lineal V12 refrigerado por líquido Junkers Jumo 211 F.
  - Potencia: 986 kW (1359 HP; 1341 CV) cada uno.

### Rendimiento
- Velocidad nunca excedida (Vne): 438 km/h a 5800 m
- Velocidad crucero (Vc): 335 km/h
- Alcance: 3981 km con carga útil máxima
- Techo de vuelo: 6300 m
- Régimen de ascenso: 12,5 m/s 2460 pies/min

### Armamento
- Ametralladoras: 3× 1 MG 131 cal. 13 mm en torreta dorsal de accionamiento eléctrico
2 MG 15 cal. 7,92 mm en ventanillas laterales